# M7 (天体)
M7 (NGC 6475) は、さそり座にある散開星団 。古くから知られており、プトレマイオス（トレミー）の記述も残ることから「トレミー星団」とも呼ばれる。

## 概要
M7は明るく、肉眼でも見える散開星団の一つである。太陽系から約800光年の距離に位置し、18～20光年程の範囲に10等級より明るい星が約80個ある。真南には暗黒星雲のバーナード287があり、双眼鏡で見ることができる。天の川の中で最も星が密集した中のさらに星が密集した部分とも見ることができる。
肉眼では星雲状に見えるが、目の良い人は幾つかの星を分離できる。むしろ半月程度の明るさがある条件の方が肉眼で分離できるという人もいる。双眼鏡ではM6と同視野で見ることができる。望遠鏡では倍率を上げすぎると星団がはみだしてしまう。M6との対比では、M6の周囲は暗く、青白い星が多いが、M7の周囲は明るく黄色に見える。また、M6よりも密集しているように見える。
M7は最も南に位置するメシエ天体である。

## 観測の歴史
130年頃、トレミーは「さそりの針に続く星雲」と記述している。17世紀にイタリアの天文学者ジョヴァンニ・バッティスタ・オディエルナは1654年以前にこの星団を観測し、30個の星を数えた。ラカーユは喜望峰からM7を観測し、「正方形の中に集まった15ないし20の星の群れ」と書き残している。ジョン・ハーシェルは1864年の彼のカタログに「とても明るく、非常に星数が多く、集まりのゆるい、7等から12等の星々」と記録した。